# Сидаков, Заурбек Казбекович
Заурбе́к Казбе́кович Сида́ков (осет. Сидахъаты Хъазыбеджы фырт Зауырбег; род. 14 марта 1996, Беслан, Северная Осетия) — российский борец вольного стиля, олимпийский чемпион Токио 2020, трёхкратный чемпион мира (2018, 2019, 2023 годов), чемпион Европейских игр 2019 года, неоднократный чемпион России, заслуженный мастер спорта России.

## Спортивная карьера
Член сборной команды России с 2015 года. Живёт в Беслане. На всероссийских соревнованиях выступает за Ханты-Мансийский автономный округ и Северную Осетию.
На чемпионате Европы 2016 года в полуфинальной схватке проиграл польскому борцу Магомедмураду Гаджиеву. В схватке за бронзовую медаль проиграл борцу из Беларуси Азамату Нурикову.
В 2018 году в Будапеште на чемпионате мира одержал верх во всех проведённых поединках. В финале выиграл у борца из Грузии Автанадила Кенчадзе со счетом 2:2 и завоевал золотую медаль.
В 2019 году в Нур-Султане на чемпионате мира сумел повторить свой предыдущий успех и вновь стал чемпионом мира.
На чемпионате мира 2023 года в Белграде, победив финале Кайла Дэйка, в третий раз завоевал звание чемпиона мира.
В апреле 2025 года на чемпионате Европы в Братиславе в весовой категории до 74 кг завоевал серебряную медаль. В финальной схватке уступил сопернику из Албании Чермену Валиеву.

## Достижения
- Чемпионат Европы по вольной борьбе 2025 года;
- Чемпионат мира по вольной борьбе 2023 года;
- Лига Поддубного 2022 года;
- Олимпийские игры в Токио (2021, Япония) в соревнованиях по вольной борьбе в весовой категории до 74 кг.
- Чемпионат России по вольной борьбе 2021 года;
- Чемпионат России по вольной борьбе 2020 года;
- Чемпионат мира по вольной борьбе 2019 года;
- Кубок мира 2019 года;
- Гран-При Иван Ярыгин 2019 года;
- Чемпионат мира по вольной борьбе 2018 года;
- Чемпионат России по вольной борьбе 2018 года;
- Гран-При Иван Ярыгин 2018 года;
- Гран-При Иван Ярыгин 2017 года;
- Чемпионат России по вольной борьбе 2016 года;
- Гран-При Иван Ярыгин 2016 года;
- Гран-При Иван Ярыгин 2015 года.

## Награды
- Орден Дружбы (11 августа 2021 года) — за большой вклад в развитие отечественного спорта, высокие спортивные достижения, волю к победе, стойкость и целеустремленность, проявленные на Играх XXXII Олимпиады 2020 года в городе Токио (Япония)[8].
- Орден Дружбы (16 августа 2021 года, Южная Осетия) — за большой личный вклад в развитие отечественного и мирового спорта, выдающиеся достижения на ХХХІІ летних Олимпийских играх в Токио 2020[9].